# Akvarel
Akvarelmaleri er malet med farver opløst i vand. Det kan males på papir, pergament, papyrus, skind og andre forgængelige materialer.
Akvarelmaleriet fødsel i Europa tilskrives den tyske renæssance maler Albrecht Dürer, som malede dyr og planter i akvarel.
Andre kendte akvarelmalere:
- Peter Paul Rubens ( Flamsk maler, 1577-1640)
- Anton van Dyck ( Flamsk maler, 1599-1641)
- Jean-Honoré Fragonard ( Fransk maler, 1732-1806)

I slutningen af det 18. århundrede opstod en skole i England, hvis førende malere som Turner, Constable og Girtin brugte akvarelteknikken i det romantiske landskabsmaleri. 
Siden har akvarel været en af de mest populære maleteknikker. Det skyldes formentlig, at akvarelmaling er nemt at begynde på: der behøves kun nogle farver på tube eller i blokke, papir, vand og en pensel. 
Akvarelmaling egner sig til alt fra meget detaljerede naturalistiske malerier til impressionistiske og abstrakte malerier.

## Malingen
Akvarelfarve fremstilles som alle malinger ved at blande pigment (naturligt eller 
syntetisk) med et bindemiddel. Bindemidlet består som oftest af Gummi arabicum, vand, glycerin og sukkersirup/honning. 
Gummi arabicum er en vandopløselig lim, der binder farven til papiret, mens glycerinen og sukkeret gør farven blød at arbejde med og lettere opløselig i vand. Farvepigmenter kommer fra jord, kul og forskellige metalforbindelser. Eller fremstilles syntetisk. Kvaliteten på akvarelmaling afhænger blandt andet af kornstørrelsen på pigmentet, naturligt eller syntetisk, i farveblandingen samt bindemidlet. En kvalitetsakvarelmaling er kendetegnet ved en god lysægthed, der bevarer farverne. 
Da vandet hurtigt fordamper fra malingen, er tørretiden for en akvarel langt kortere end andre malingstyper. (Et oliemaleri kan være op til et år om at tørre fuldstændigt). Akvarelmaling kan blandes med forskellige malemidler, dels for at forlænge tørretiden, dels for at opnå forskellige effekter. Akvarelfarver fås enten på tube eller i blokke, der enten fås i helpans eller i halvpans.

## Papiret
Papir til akvarelmaling findes i forskellige vægtklasser, angivet i gram pr. kvadratmeter.
Vægten siger noget om, hvor meget vand papiret kan tåle: et tungere papir tåler mere vand end et lettere papir. Papir til akvarelmaling fås fra ca. 150 g/m² til ca. 650 g/m².
Akvarelpapir fås med forskellige overfladestrukturer. De har stor betydning for det færdige resultat, fordi papirets struktur kan bruges til at skabe effekter i det færdige maleri. Papirets struktur opdeles i fin, grov eller ru.
Endelig kan akvarelpapir fås i forskellige farver, der spænder fra ren hvid til hvid i varme eller kolde grålige nuancer. I akvarelmaling er det særligt vigtigt, da hvid ikke findes på paletten, og det er papirets hvidhed, der bruges til at skabe hvidt i maleriet eller til at lysne farver. Det sidste sker ved at farven tilsættes meget vand og ikke dækker papiret fuldstændigt, så papiret kan ses gennem farven.
Det er vigtigt at vælge syrefrit papir, da syren kan gå i forbindelse med farverne og påvirke lysægtheden.

## Penslerne
Pensler til akvarel skal kunne indeholde meget farve, de skal være bøjelige, og de skal bevare deres form.
Pensler kan opdeles i størrelse, materiale og form.
Pensler kommer i et utal af størrelser, fra helt små pensler til de fine detaljer til de helt store, der kan dække et papir med farve.
De bedst egnede pensler laves af mårhår. Andre materialer, der bruges til pensler, er okseørehår, grævlingehår, egernhår og syntetiske materialer (de billigste) eller en blanding.
Normalt er pensler til akvarel spidse. Der findes andre former til specielle effekter som meget tynde streger.

## Teknik
Akvarelmalere benytter sig af et væld af forskellige teknikker for at opnå det ønskede resultat. De grundlæggende teknikker er at male "lag på lag" fra lyse områder, der får lov at tørre, og dække dem med de mørkere farver og nuancer. En anden teknik er at male "vådt i vådt", hvor den våde farve lægges oven på et lag, der endnu ikke er tørt; derved blandes lagene sammen. Akvarel kan kombineres med synlige blyantsstreger eller en tuschtegning udført med pen. 